# Бакійково
Бакі́йково (рос. Бакийково) — присілок у складі Артинського міського округу Свердловської області.
Населення — 249 осіб (2010, 329 у 2002).
Національний склад станом на 2002 рік: татари — 98 %.